# Danuta Rytel-Schwarz
Danuta Rytel-Schwarz (Rytel-Kuc) (ur. 1953) – polska językoznawczyni, od 1999 profesor językoznawstwa zachodniosłowiańskiego w Instytucie Slawistyki Uniwersytetu w Lipsku (niem. Universität Leipzig).

## Życiorys
Jest absolwentką Uniwersytetu Śląskiego w Katowicach – studia polonistyczne oraz bohemistyczne. W 1981 roku uzyskała doktorat, a w 1990 habilitację z językoznawstwa kontrastywnego w Instytucie Slawistyki Polskiej Akademii Nauk w Warszawie. Profesor nadzw. Uniwersytetu Warszawskiego w Instytucie Slawistyki (1994–1999). Wyszła za mąż za Wolfganga Schwarza, niemieckiego slawistę.

## Dydaktyka i nauka
W latach 1994–1999 profesor nadzw. Uniwersytetu Warszawskiego w Instytucie Slawistyki.
Od 1999 roku jest profesorem językoznawstwa zachodniosłowiańskiego w Instytucie Slawistyki Uniwersytetu w Lipsku, gdzie wykłada: językoznawstwo słowiańskie, fonetykę, morfologię, słowotwórstwo i leksykologię języka polskiego oraz czeskiego, frazeologię polską, czeską i niemiecką, problematykę tłumaczeń polsko-niemieckich, wybrane zagadnienia lingwistyki słowiańskiej, historię języków zachodniosłowiańskich.
Wraz z Jolantą Tambor z Uniwersytetu Śląskiego współorganizowała w latach 2005–2006 dwie międzynarodowe konferencje w Lipsku poświęcone certyfikacji języków polskiego, niemieckiego i czeskiego oraz międzynarodowe konferencje frazeologiczne i paremiologiczne z naukowcami z Uniwersytetu Wrocławskiego.

## Wybrane publikacje
Teksty naukowe:
- Rytel-Schwarz D., Schwarz W. F.: Die Leipziger Polonistik heute. W: „Polen in Leipzig – damals und heute”, Lipsk, 2006, s. 85–89.
- Rytel-Schwarz D., Tambor J.: Europäische Sprachpolitik und Zertifizierung des Polnischen und Tschechischen, Polityka językowa w Europie a certyfikacja języka polskiego i czeskiego, Jazyková politika v Evropě a certifikace polstiny a češtiny. Frankfurt nad Menem, Berno, Nowy Jork, Paryż, 2008.
- Rytel-Schwarz D., Tambor J.: Sprachpolitik und Zertifizierung / Polityka językowa a certyfikacja. Katowice, Wydawnictwo Gnome, 2006.
- Rytel-Schwarz D.: „Bez holajzy ani rusz” – Trochę inaczej o zapożyczeniach niemieckich w języku polskim. W: „Alteritäten: Literatur, Kultur, Sprache: Festschrift für Wolfgang F. Schwarz zum 65. Geburtstag”, 2013, s. 242–252.
- Rytel-Schwarz D.: Polnisch schwierig – ein Stereotyp?. W: „Werbestrategien für Polnisch als Fremdsprache an deutschen Schulen”, Hildesheim, 2010, s. 227–238.
- Rytel-Schwarz D.: Polskie nieodmienne części mowy z perspektywy konfrontatywnej / kontrastywnej gramatyki niemiecko-polskiej. W: „Polonistyka wobec wyzwań współczesności, V Kongres Polonistyki Zagranicznej, Brzeg – Opole, 10–13 lipca 2012 r.”, Opole, Wydawnictwo Uniwersytetu Opolskiego, 2015, s. 574–581.
- Rytel-Schwarz D.: Sposoby opisu leksykograficznego niemieckich i polskich przysłówków w słownikach dwujęzycznych. W: „Sprache im Kulturkontext: Festschrift für Alicja Nagórko”, Frankfurt nad Menem, Peter Lang, 2012, s. 209–218.
- Rytel-Schwarz D.: Sytuacja polonistyki w Republice Federalnej Niemiec. W: „Polonistyka wobec wyzwań współczesności, V Kongres Polonistyki Zagranicznej, Brzeg – Opole, 10–13 lipca 2012 r.”, Opole, Wydawnictwo Uniwersytetu Opolskiego, 2015, s. 758–762.
- Rytel-Schwarz D.: W poszukiwaniu rozumienia polskości – polskie slogany wyborcze w ujęciu komparatystycznym. W: „Polonistyka na początku XXI wieku. Diagnozy. Koncepcje. Perspektywy. VI Kongres Polonistyki Zagranicznej. Katowice, 22–25 czerwca 2016 r.”, tom III. Katowice, Wydawnictwo Uniwersytetu Śląskiego, 2018, s. 368–378.
- Rytel-Schwarz D.: Z problemów konfrontacji zdania złożonego (zdania dopełniające w języku polskim i niemieckim). Semantyka a konfrontacja językowa II. Warszawa, Slawistyczny Ośrodek Wydawniczy, 1999, s. 129–135.

Słowniki:
- Rytel-Schwarz D.: Taschenwörterbuch Polnisch-Deutsch, Deutsch-Polnisch. Hildesheim, 2012.
- Rytel-Schwarz D.: Taschenwörterbuch. Polnisch-Deutsch, Deutsch/Polnisch. 2005.
- Rytel-Schwarz D.: Zweisprachige Lexikographie: Herausforderung ohne Ende? Zum neuen, viamundo – Wörterbuch’: Polnisch-Deutsch, Deutsch-Polnisch. W: „Wrocław – Berlin. Germanistischer Brückenschlag im deutsch-polnischen Dialog. II Kongres der Breslauer Germanistik”, Drezno, 2006, s. 173–180.

## Nagrody
- 2012 – Polonicum 2012 – nagroda Uniwersytetu Warszawskiego za wybitne sukcesy w upowszechnianiu języka polskiego i wiedzy o historii i kulturze Polski
- 2014 – Złota Odznaka „Za zasługi dla Uniwersytetu Śląskiego”